# 22 janvier 1952
Le mardi 22 janvier 1952 est le 22e jour de l'année 1952.

## Naissances
- Aloys Wobben, inventeur et industriel allemand
- Ann Savoy, chanteuse américaine
- Denis Coiffet (mort le 3 juillet 2015), prêtre catholique français
- Erwin Klinkenberg, homme politique belge
- Fernando Ferreira, cycliste portugais

## Décès
- Robert P. Patterson (né le 12 février 1891), homme politique américain
- Roger Vitrac (né le 17 novembre 1899), dramaturge et poète français